# Assunta Spina (film 1915)
Assunta Spina è un film del 1915, considerato uno dei film di maggiore successo del cinema muto italiano. All'estero è conosciuto anche con il titolo di Sangue Napolitano. La parte della protagonista venne affidata a Francesca Bertini, che aveva già recitato in teatro nell'omonimo dramma di Salvatore Di Giacomo in una parte secondaria, e interviene con una certa frequenza nella messa in scena, sì da essere considerata co-regista della pellicola. A testimoniarne il ruolo è lo stesso regista Gustavo Serena:

## Trama
Assunta Spina è fidanzata con un macellaio di nome Michele Boccadifuoco ma è anche corteggiata da Raffaele, che Assunta rifiuta senza remore. Per vendicarsi Raffaele invia una lettera anonima a Michele dicendo che la sua fidanzata quando lui lavora si consola con qualcun altro. Allora Michele decide di portare Assunta Spina a Napoli trovandole un lavoro in una lavanderia vicino alla sua macelleria. Il giorno del compleanno di Assunta il fidanzato Michele la porta a Posillipo ma lui non le presta molte attenzioni, finché arriva anche Raffaele. Per ripicca, decide allora di ballare con Raffaele, e il dramma va in scena: Michele, accecato dall'ira, sfregia Assunta e viene successivamente arrestato. Durante il processo lei testimonia per salvarlo, affermando che Michele non l'ha colpita, ma la giuria non le crede. Michele viene così condannato a due anni. Assunta allora decide di accettare la proposta del vice-cancelliere Federigo Funelli, per far sì che Michele stia nella più vicina prigione di Napoli, ovvero diventare sua amante. 
Dal carcere Michele continua a scrivere delle lettere ad Assunta ma lei non gli risponderà mai. Assunta capisce infatti di non essere più innamorata di Michele. Dopo un anno e mezzo Boccadifuoco viene messo in libertà e va subito a trovare la sua fidanzata alla lavanderia ma, capendo che Assunta non prova più dei sentimenti per lui ma per un altro, esce ed uccide Federigo, del quale Assunta, diventata sua amante da tempo, si è innamorata. Lei a quel punto si dichiara colpevole del delitto che non ha commesso davanti alla polizia.

## Produzione
Il film è stato girato a Posillipo, nell'isola di Nisida, a Bagnoli, a Coroglio e nell'isola di Procida.

## Opere correlate
Il dramma teatrale di Di Giacomo venne nuovamente trasposto al cinema nel 1930 in un film omonimo diretto da Roberto Roberti (padre di Sergio Leone) ed interpretato da Rina De Liguoro, Febo Mari ed Elio Steiner. Vi fu poi una versione sonora realizzata nel 1948, diretta da Mario Mattoli, con Anna Magnani, Aldo Giuffrè ed Eduardo De Filippo come protagonisti.

## Restauro
Il film è stato restaurato dalla Cineteca di Bologna in collaborazione con il Museo nazionale del cinema di Torino; quest'edizione restaurata è disponibile in DVD dal 2015 come parte della collana Cinemalibero della Cineteca di Bologna.

## Importanza
Uno degli scopi della realizzazione di questo film era di mostrare il sottile potere dell'espressività del cinema, in confronto alla recitazione teatrale. Francesca Bertini mostra pienamente il suo talento per la prima volta, creando un nuovo standard per la recitazione sul grande schermo. Lo stesso potrebbe essere detto sulle movenze accentuate di alcuni attori e attrici dell'era del cinema muto. Bertini volle concludere questo effetto commovente, così lei si focalizzò sul realismo. La sua interpretazione diede alla luce una più vicina somiglianza alla realtà in molti elementi di recitazione: nuovi sguardi alla camera, uso di gesti quotidiani, e così via. La scena del pranzo in Assunta Spina, per esempio, ebbe maggiore impatto per questi elementi. Il tentativo di riflettere la realtà ridusse anche il bisogno della didascalia per spiegare le azioni. Nonostante fosse passato solo un anno tra l'uscita di Cabiria e di Assunta Spina, sembrò essere passato un intero decennio a causa delle differenze artistiche in finezza e sfumatura.